# Riedkanal (Oberrhein)
Der Riedkanal ist ein 18 Kilometer langer Entwässerungskanal in der Oberrheinischen Tiefebene, der über den Baggersee Goldkanal bei Elchesheim-Illingen in den Rhein mündet. Er ist Vorfluter für Gebiete im Landkreis Rastatt und im Stadtkreis Baden-Baden in Baden-Württemberg.

## Geographie

### Verlauf
Der Riedkanal zweigt unter dem lokalen Namen Mühlbach südlich von Iffezheim vom Sandbach nach rechts ab. Der Abzweig liegt unmittelbar unterhalb einer rund 5 Meter hohen Geländestufe, die die Grenze zwischen den naturräumlichen Teileinheiten Stollhofener Platte und Rastatter Rheinniederung markiert; in der Nähe befindet sich die Kreuzung der Bundesstraße 500 (Staustufe Iffezheim–Baden-Baden–Schwarzwaldhochstraße) mit der Landesstraße 75 (frühere Bundesstraße 36, Rastatt–Kehl).
Auf rund 1,2 Kilometer folgt der Mühlbach der Geländestufe nach Norden und verläuft dabei in einer Altrheinrinne, die zum Teil von einem Anmoor eingenommen wird. Am Ortsrand von Iffezheim tritt der Mühlbach in eine etwa 1,2 Kilometer lange Verdolung ein. Ab dem Ende der Verdolung als Riedkanal bezeichnet, durchfließt das Gewässer in einer gut drei Kilometer langen, nach Nordosten gerichteten Geraden zunächst ein Gebiet mit Gebäuden im Umfeld der Galopprennbahn Iffezheim und dann die Feldflur nördlich von Iffezheim. Dabei kreuzt der Kanal die Landesstraße 78b sowie eine Bahnstrecke, die beide zur Rheinbrücke Wintersdorf führen. Der nördliche Teil der Geraden gehört zur Gemarkung von Sandweier, einem Stadtteil von Baden-Baden. Nördlich der Bahnlinie bildet der Riedkanal die Grenze des Naturschutzgebiets Rastatter Ried mit dem Waldgebiet Geggenau, aus dem ihm – einen alten Rheinlauf nutzend – der Mühlwerlgraben zufließt.
Ungefähr an der Brücke der Anschlussbahn zum Mercedes-Benz-Werk Rastatt schwenkt der Riedkanal in eine alte, etwa nach Norden verlaufende Rheinschlinge ein. Dabei durchfließt der rund 5 Meter breite Kanal das Naturschutzgebiet Rastatter Bruch. Am Benz-Werk verlässt der Kanal den alten Rheinlauf und folgt der Ost- und Nordgrenze des Werks; im Norden des Werks reicht der Rastatter Stadtteil Rheinau bis an den Kanal.
Westlich von Rheinau schwenkt der Riedkanal wieder in einen alten Rheinlauf ein und unterquert die Landesstraße 77 (Rastatt–Plittersdorf). Beidseits der Landesstraße 78a (Plittersdorf–Steinmauern) verläuft der Kanal in einem künstlich angelegten Gewässerbett. Links und westlich des Kanals liegt ein der Murg zugerechneter alter Gewässerlauf, der heute vom Zweigarm Hofwaldschlut durchflossen wird. Ab der Landesstraße 78a in nordwestliche Richtung verlaufend, folgt der Riedkanal auf rund zwei Kilometer in etwa der kanalisierten Murg. Knapp vor dem Rheinhauptdamm knickt der Kanal nach rechts ab und unterquert in einem Düker die von Rückstaudämmen eingefasste Murg. Zwischen Rastatt-Rheinau und dem Düker liegt der Gewässerlauf innerhalb einer weiteren Teilfläche des Naturschutzgebiets Rastatter Ried.
Unterhalb des Dükers mündet von rechts die fünf Kilometer lange Altmurg, die am Stadtrand von Rastatt entsteht und – zum Teil alte Murgläufe nutzend – das Gebiet rechts und nordöstlich der Murg entwässert. Einer ihrer Zuflüsse ist der Haftgraben, ein Abzweig des Federbachs, der Vorfluter des sich nördlich anschließenden Teils der Rheinniederung ist. Am Zufluss der Altmurg liegt ein Schöpfwerk, das die Vorflut von Riedkanal und Altmurg bei hohen Rheinwasserständen sicherstellt. Unterhalb des Schöpfwerks nutzt der Riedkanal einen alten Murglauf, der am Rand des Naturschutzgebietes Silberweidenwald Steinmauern liegt.
In Höhe von Elchesheim-Illingen durchfließt der Riedkanal den Goldkanal, einen knapp drei Kilometer langen und bis zu einen Kilometer breiten Baggersee, der seit den 1930er Jahren entstand und heute überwiegend der Naherholung dient. An den Baggersee schließt sich ein rund 750 Meter langes und zwischen 50 und 100 Meter breites Gewässer an, das bei Rhein-km 347,3 von rechts und Süden in den Rhein mündet. Der Baggersee und seine Verbindung zum Rhein sind im Wassergesetz für Baden-Württemberg als Landeswasserstraße ausgewiesen.

### Zuflüsse und Seen
Liste der Zuflüsse und  Seen im Einzugsgebiet des Riedkanals von der Quelle zur Mündung. Gewässerlänge, Seefläche und Höhe nach den entsprechenden Layern auf der Onlinekarte der LUBW. Andere Quellen für die Angaben sind vermerkt.

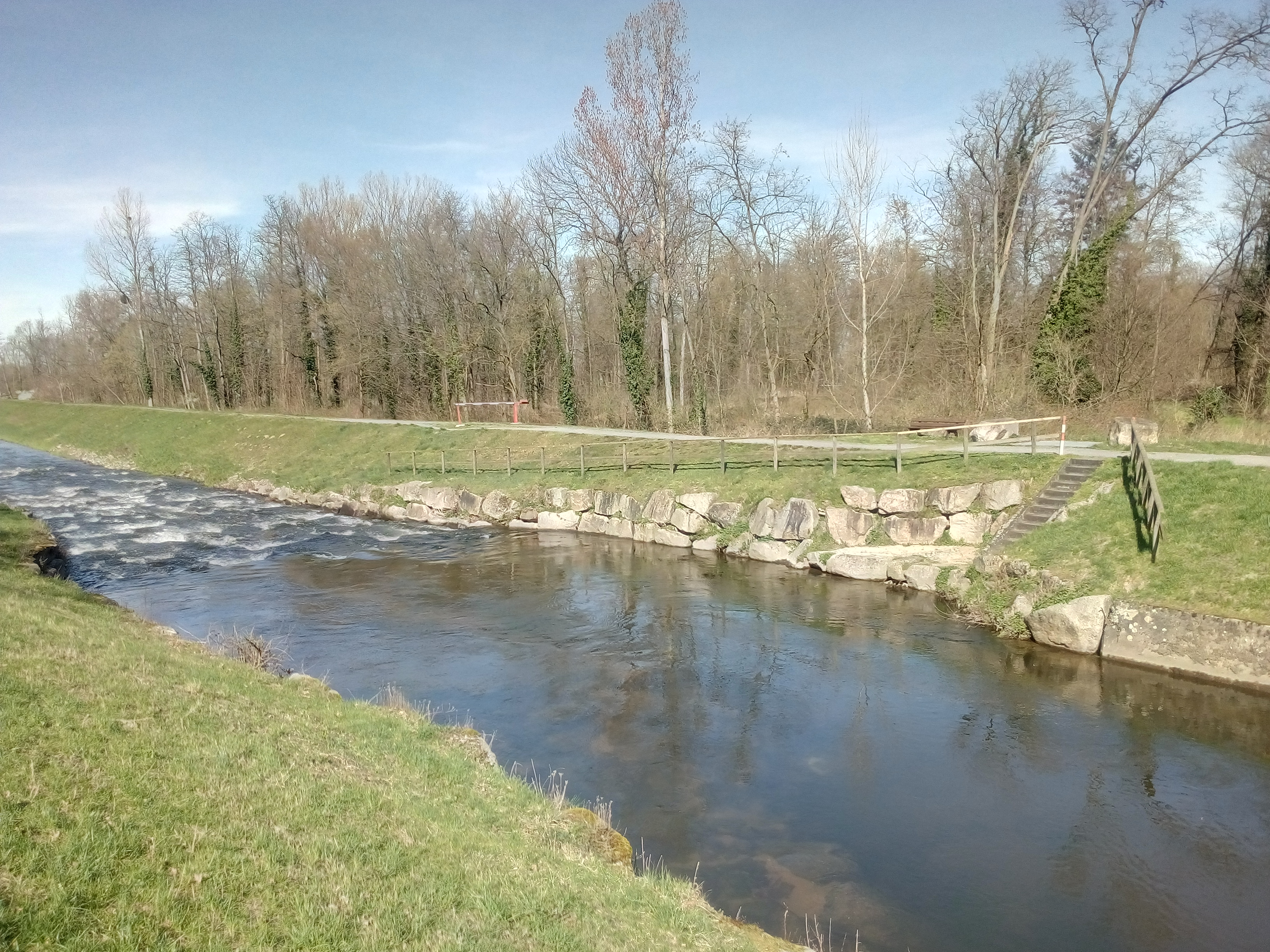
Abzweig des Mühlbachs vom Sandbach über ein weitgehend überstautes Rohr links der Treppe

Abzweig des Riedkanals unter dem lokalen Namen Mühlbach vom Sandbach auf etwa 117 m ü. NHN südlich von Iffezheim unweit der Kreuzung der Bundesstraße 500 mit der Landesstraße 75 (frühere Bundesstraße 36).
- → (Abgang des Sandmattengrabens) nach links auf etwa 117 m ü. NHN direkt nach dem Abzweig des Mühlbachs vom Sandbach, siehe unten.
- Rechts auf der Niederterrasse auf etwa 124 m ü. NHN der Baggersee Kern/Peter südöstlich von Iffezheim, etwa 87,5 ha.
- → Laut topographischer Karte Abgang einer Querverbindung nach links auf etwa 116 m ü. NHN zum  Örtergraben am südlichen Ortsrand von Iffezheim, siehe unten.
- ↓ (Durchfließt Iffezheim in einer rund 1,2 km langen Verdolung, ab Ende der Verdolung Riedkanal genannt)
- Bannscheidgraben, von links auf etwa 114 m ü. NHN bei der Galopprennbahn Iffezheim, 1,9 km. Entsteht auf etwa 115 m ü. NHN als Abzweig vom Rheinniederungskanal beim Baggersee Sämannsee (Sauweide-Natursee) südlich von Rastatt-Wintersdorf.
  - Örtergraben, von rechts auf etwa 114 m ü. NHN nördlich von Iffezheim beim Gewann Im Örtbühl, 2,4 km. Entsteht auf etwa 116 m ü. NHN südlich von Iffezheim beim Gewann Sandmatten unweit des Mühlbachs.
    - (Querverbindung vom Mühlbach) von rechts auf etwa 116 m ü. NHN am Ortsrand von Iffezheim, siehe oben.
    - Sandmattengraben, von links auf etwa 116 m ü. NHN bei einem Sportplatz im Süden von Iffezheim, 1,3 km. Entsteht auf etwa 117 m ü. NHN als Abzweig vom Mühlbach, siehe oben.

  - → (Abgang des Mühlwerlgrabens) nach links auf etwa 114 m ü. NHN beim Gewann Vogelwört nördlich von Iffezheim, mündet in den Riedkanal, siehe unten.
- (Graben von der Galopprennbahn), von rechts auf etwa 114 m ü. NHN nördlich von Iffezheim beim Gewann Im Weichen, 1,5 km. Entsteht auf etwa 115 m ü. NHN auf dem Gelände der Galopprennbahn Iffezheim.
- Am linken Ufer auf etwa 114 m ü. NHN zwei Tümpel in einer mit Erlen bestandenen Schlute im Waldgebiet Geggenau, Teil des Naturschutzgebietes Rastatter Ried,[LUBW 9] zusammen etwa 0,1 ha.
- Mühlwerlgraben, von links auf etwa 113 m ü. NHN am Rand des Waldgebiets Geggenau, 4,9 km. Entsteht als Abzweig vom Bannscheidgraben, siehe oben.
- Links auf etwa 113 m ü. NHN der Baggersee Oberwald im Süden des Oberwalds, etwa 17,7 ha.
- (Graben vom Oberen Bruch), von rechts auf etwa 113 m ü. NHN beim Gewann Grünel, 0,8 km. Entsteht auf etwa 113 m ü. NHN im Gewann Oberes Bruch.
  -  In rückwärtiger Verlängerung auf der Niederterrasse auf etwa 116 m ü. NHN ein Schwemmsandteich in einer früheren Sandgrube, Teil des Naturschutzgebietes Sandheiden und Dünen bei Sandweier und Iffezheim,[LUBW 10] etwa 0,7 ha.
  -  In rückwärtiger Verlängerung auf der Niederterrasse auf etwa 115 m ü. NHN der Münchfeldsee bei Sportanlagen am südlichen Stadtrand von Rastatt, etwa 3,8 ha.
- Bruchwiesengraben, von rechts auf etwa 113 m ü. NHN beim Gewann Grünel, 1,7 km. Entsteht auf etwa 114 m ü. NHN im Süden Rastatts an der Kreuzung Kehler Straße/Badener Straße.
- (Graben vom Rheinfeld), von rechts auf etwa 113 m ü. NHN bei der Lünette 35 der früheren Festung Rastatt, 0,8 km. Entsteht auf etwa 113 m ü. NHN beim Gewann Mittleres Bruch.
- (Altlauf des Riedkanals), von links auf etwa 113 m ü. NHN westlich von Rastatt-Rheinau, 1,6 km. Entsteht auf etwa 112 m ü. NHN östlich von Rastatt-Ottersdorf im Oberwald am Rand des Mercedes-Benz-Werks Rastatt.
  -  Links auf etwa 113 m ü. NHN der Baggersee See an der Lindenallee am nördlichen Ortsrand von Rastatt-Ottersdorf, etwa 2,9 ha.
- → (Abgang der Hofwaldschlut) nach links auf etwa 112 m ü. NHN beim Gewann Thomaswert nordwestlich von Rastatt-Rheinau, mündet wieder in den Riedkanal, siehe unten.
- Links auf etwa 112 m ü. NHN das Bollmannshauser Loch, ein Teich bei der Wüstung Bollmannshausen[3] nördlich der Landesstraße 78a (Steinmauern–Plittersdorf), etwa 0,03 ha.

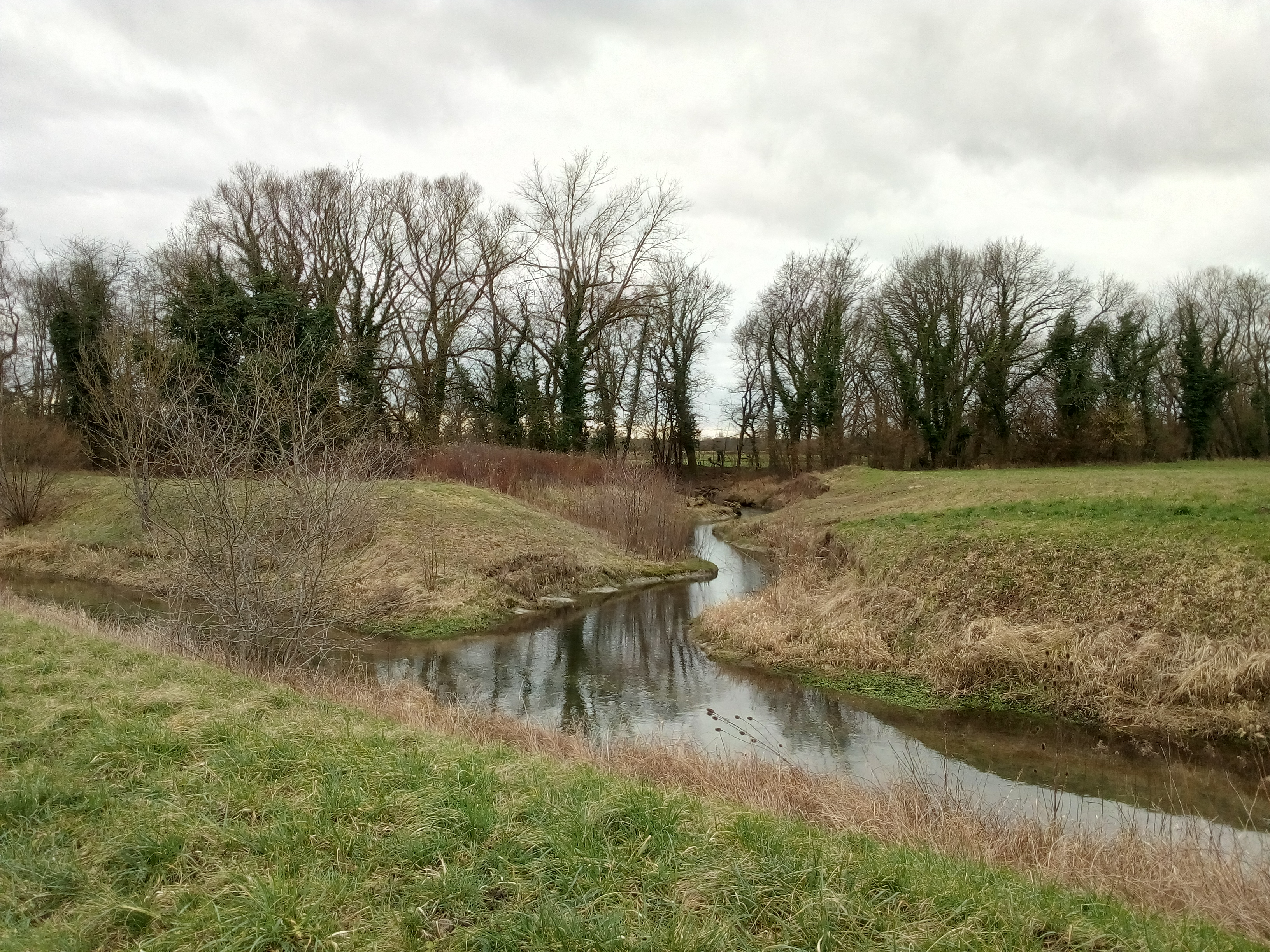
Mündung der Hofwaldschlut in den Riedkanal

- Hofwaldschlut, von links auf etwa 112 m ü. NHN nördlich des Gewanns Bollmannshausen, 2,0 km. Entsteht als Abzweig vom Riedkanal, siehe oben.
- Rechts auf etwa 111 m ü. NHN ein Stillgewässer in einer Schlute der Murg westlich von Steinmauern beim Gewann Breitholz, etwa 0,12 ha.
- Rechts auf etwa 112 m ü. NHN ein Tümpel in einer Murgschlute beim Gewann Krummfeld[LUBW 11] westlich von Steinmauern, etwa 0,13 ha.
- Giesegraben, von links auf etwa 111 m ü. NHN bein Gewann Silberau westlich von Steinmauern, 2,3 km. Entsteht auf etwa 112 m ü. NHN aus einem Auslass der Regenwasserkanalisation[4] am nordöstlichen Ortsrand von Rastatt-Plittersdorf.
  - Weidenstockgraben, von links auf etwa 111 m ü. NHN südlich des Schröckmatter Waldes bei Plittersdorf, 0,9 km. Entsteht auf etwa 112 m ü. NHN beim Rheinhauptdamm am nördlichen Ortsrand von Plittersdorf.
    - → (Abgang des Sauweitgrabens) nach links auf etwa 111 m ü. NHN beim Gewann Viehtrieb am nördlichen Ortsrand von Plittersdorf, siehe unten.

  -  Links auf etwa 112 m ü. NHN ein Stillgewässer am Nordrand des Schröckmattenwaldes nordöstlich von Plittersdorf, etwa 0,09 ha.
- Sauweitgraben, von links auf etwa 111 m ü. NHN bei Walddistrikt Ortwald, 2,5 km. Entsteht als Abzweig vom Weidenstockgraben, siehe oben.
  -  Links auf etwa 112 m ü. NHN ein Weiher am Rheinhauptdamm nördlich von Plittersdorf beim Oberwald, etwa 0,27 ha.
- ☓ (Unterquert auf etwa 110 m ü. NHN westlich von Steinmauern die Murg in einem Düker.)
- (Unmittelbar nach dem Düker das Schöpfwerk des Riedkanals)
- Altmurg, von rechts auf etwa 110 m ü. NHN am Schöpfwerk des Riedkanals westlich von Steinmauern, 5,0 km. Entsteht in einem etwa 0,75 ha großen Altwasser der Murg[LUBW 12] auf etwa 112 m ü. NHN am Rand des Waldgebiets Groß Brufert nahe der Kreisstraße 3740 (Rastatt–Steinmauern).

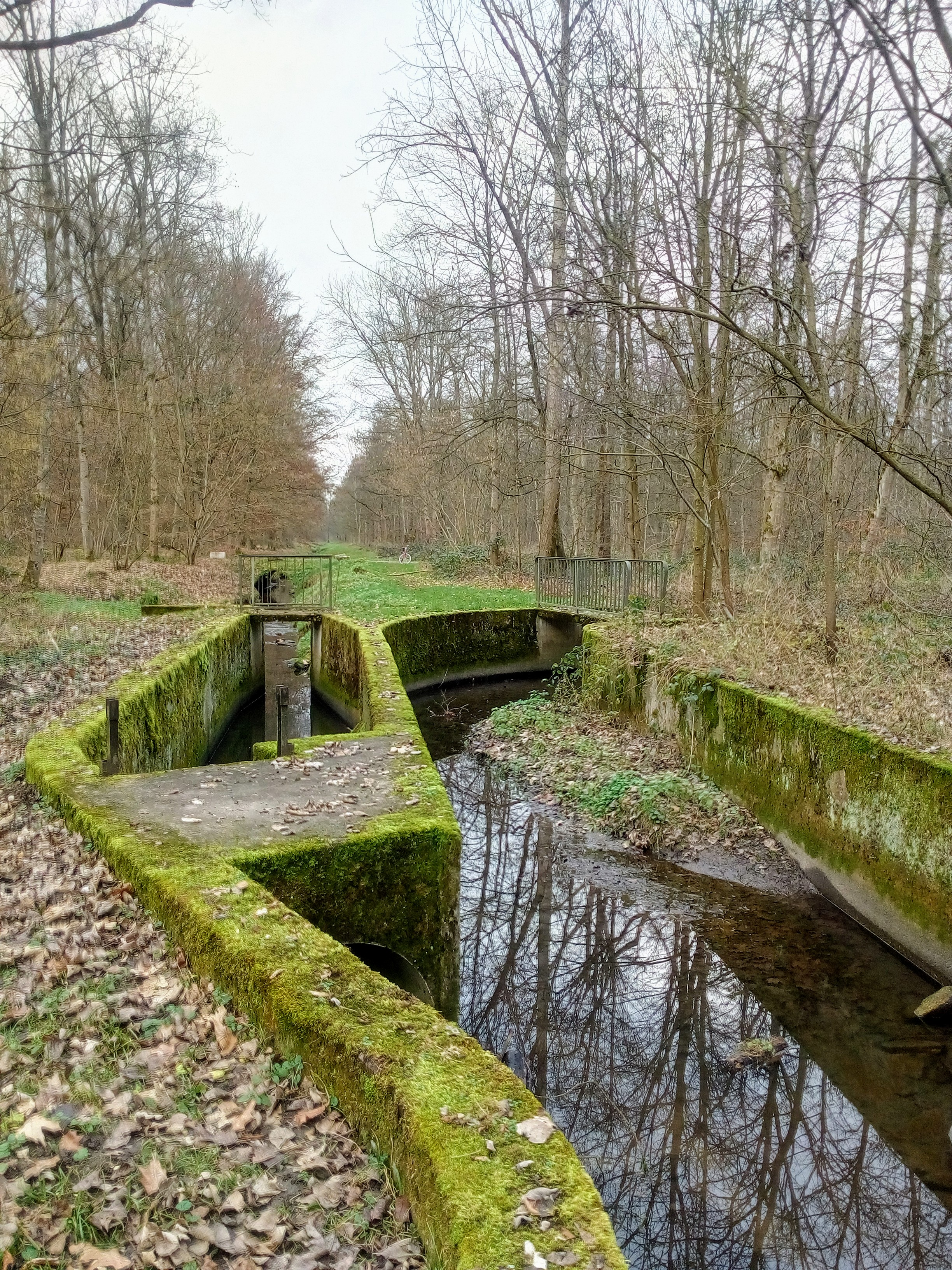
Abzweig des Haftgrabens vom Federbach (nach rechts)

- - Haftgraben, von rechts auf etwa 112 m ü. NHN bei der Einmündung der Kreisstraße 3718 von Ötigheim in die Kreisstraße 3740 (Rastatt–Steinmauern), 1,7 km. Entsteht auf etwa 112 m ü. NHN als Abzweig vom Federbach im Naturschutzgebiet Auenwälder und Feuchtwiesen westlich von Ötigheim westlich der Freilichtbühne Ötigheim.
    - → (Abgang des Alten Federbachs) nach rechts auf etwa 111 m ü. NHN im Walddistrikt Heuscheuer und Niederwald. Mündet nach 8,9 km  bei Durmersheim in den Federbach.
    - Stinkgraben, von links auf etwa 111 m ü. NHN im Walddistrikt Heuscheuer und Niederwald, 2,3 km. Entsteht auf etwa 113 m ü. NHN am Stadtrand von Rastatt beim Segelfluggelände Baldenau.
      - (Zufluss von rechts), auf etwa 112 m ü. NHN im Walddistrikt Heuscheuer und Niederwald, 0,8 km. Entsteht auf etwa 112 m ü. NHN an der Landesstraße 77a westlich des Nordportal des Tunnels Rastatt.
      - (Zufluss von rechts), auf etwa 112 m ü. NHN im Walddistrikt Heuscheuer und Niederwald, 1,0 km. Entsteht auf etwa 112 m ü. NHN östlich des Nordportals des Tunnels Rastatt. Eine von mehreren verlandenden Schluten mit zeitweiser Wasserführung im Waldgebiet.[LUBW 13]

    -  Links auf etwa 111 m ü. NHN die Schlut im Strietwald, etwa 0,12 ha. Ehemaliger Nebenarm des Alten Federbachs, führt in einer Vertiefung ständig Wasser.[LUBW 14]

  -  Links auf etwa 112 m ü. NHN ein Weiher im Gewann Breithölzer Waldäcker südöstlich des Ortskerns von Steinmauern, etwa 0,24 ha.
  -  Rechts auf etwa 110 m ü. NHN ein künstlich angelegter Amphibienteich in einer ehemaligen Schlinge der Murg im Gewann Spich nördlich von Steinmauern, etwa 0,03 ha.[LUBW 15]
- Durchfließt auf etwa 109 m ü. NHN einen Altarm der Murg am Rand des Naturschutzgebietes Silberweidenwald Steinmauern, zusammen mit Nebengewässern etwa 2,8 ha.[LUBW 16]
- Links auf etwa 110 m ü. NHN ein Weiher im Naturschutzgebiet Silberweidenwald Steinmauern, etwa 0,45 ha.
- Links auf etwa 110 m ü. NHN ein Altwasser längs des Südufers des Goldkanals,[LUBW 16] etwa 3,3 ha.

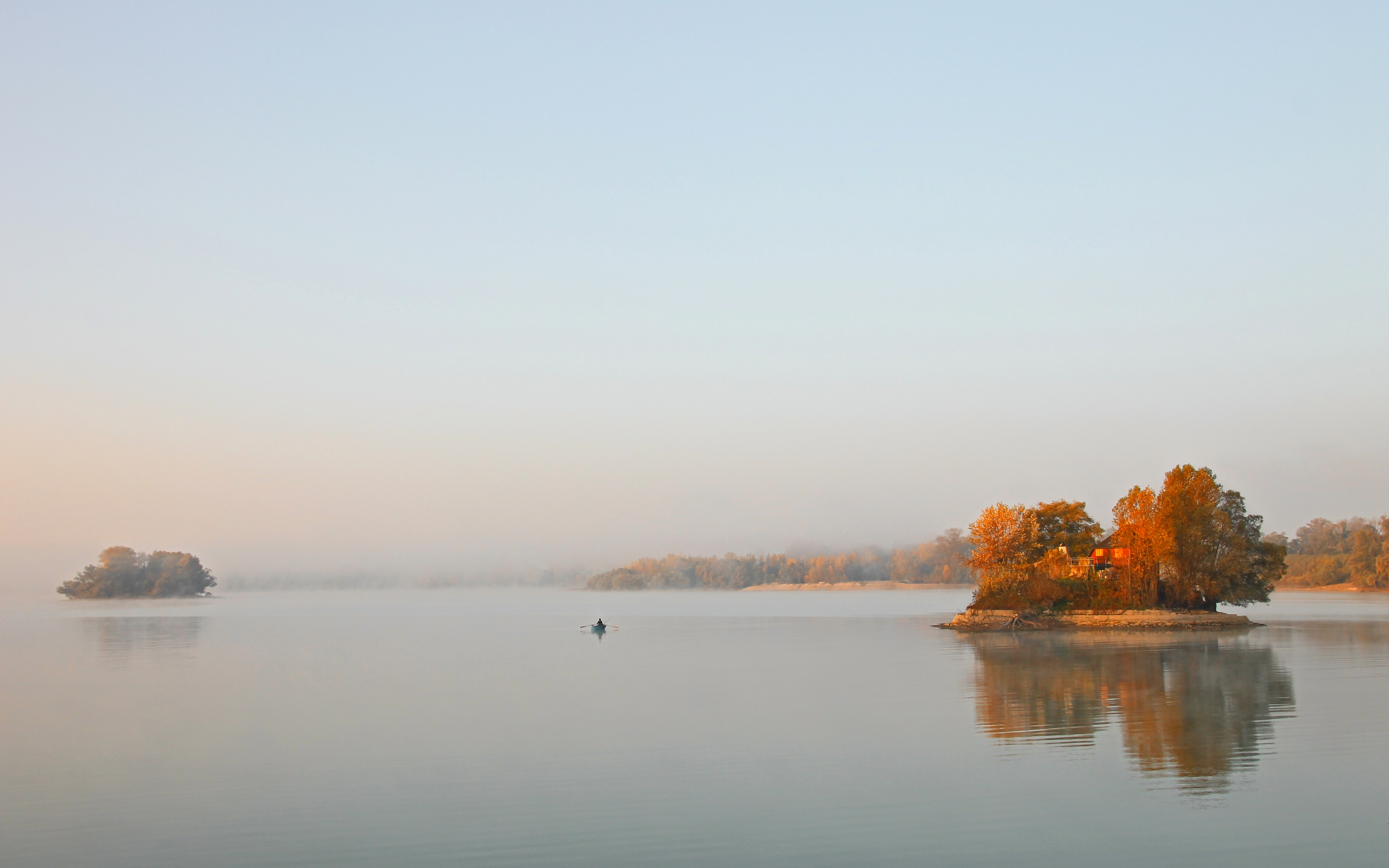
Inseln im Goldkanal

- ↓ Ab der Mündung in den Baggersee Goldkanal lokaler Name Goldkanal.
- Durchfließt auf etwa 110 m ü. NHN den Baggersee Goldkanal westlich von Illingen, etwa 142 ha.
- Rechts auf etwa 111 m ü. NHN ein Tümpel in einer langgestreckten Murgschlute im Gewann Rheinfeld nordöstlich von Steinmauern,[LUBW 17] etwa 0,04 ha.
- Links auf etwa 110 m ü. NHN ein nahezu kreisrunder Kolk[LUBW 18] auf der Landzunge zwischen Rhein und Goldkanal, etwa 0,07 ha.
- Links auf etwa 111 m ü. NHN ein Altwasser in einer kiesigen Schlute[LUBW 19] auf der Landzunge zwischen Rhein und Goldkanal, etwa 0,15 ha.
- Links auf etwa 110 m ü. NHN Schlute mit Altwässern[LUBW 20] auf der Landzunge zwischen Rhein und Goldkanal, etwa 0,09 ha.
- Links auf etwa 110 m ü. NHN Schlutensystem mit Altwässern[LUBW 21] auf der Landzunge zwischen Rhein und Goldkanal, etwa 0,03 ha.

Mündung des Riedkanals von links und Süden auf 110 m ü. NHN in den Rhein bei Rhein-km 347,3 westlich von Illingen. Der Kanal ist 18 km lang und hat ein 54,9 km² großes Einzugsgebiet.

## Geschichte

### Iffezheimer Mühlbach
Eine Mühle in Iffezheim wurde erstmals 1466 erwähnt. Der zugehörige Mühlbach ist ein künstlich angelegtes Gewässer; dies wird auch für den Lauf des Sandbachs durch die Stollhofener Platte vermutet. Er soll im 14. oder 15. Jahrhundert aus der Kinzig-Murg-Rinne abgeleitet worden sein; zuvor soll der Sandbach bei Sinzheim-Tiefenau weiter nach Norden geflossen sein, wo er zusammen mit der Oos den später trockengelegten Landsee speiste, der sich zwischen Oos, Sandweier, Niederbühl und Haueneberstein erstreckte.
Die Iffezheimer Mühle litt wiederholt unter Wassermangel, weswegen man 1592 einen Mühlenteich anlegte. In den 1620er Jahren klagte der Müller über Wassermangel, da in Sinzheim und Halberstung Wasser zur Wiesenwässerung entnommen wurde. Auch die Gemeinde Iffezheim drängte auf einen gut gefüllten Mühlbach, um für Feuersbrünste gewappnet zu sein. In den 1700er Jahren fehlte Wasser, da der Sandbach abgeleitet wurde, um das Vorland der Bühl-Stollhofener Linie künstlich zu überschwemmen. 1607 wurde dem Iffezheimer Müller vorgeworfen, er staue das Wasser zu hoch, weswegen es in der Sinzheimer Gemarkung zu Überschwemmungen komme.
1802 wurde der Unterlauf des Mühlbachs zwischen Mühle und Mündung in den vom Mühlwerlgraben durchflossenen Altrhein verlegt. Der Vergleich von topografischen Karten zeigt auf, dass der Oberlauf des Mühlbachs in der zweiten Hälfte des 19. Jahrhunderts begradigt und nach Osten näher an die Geländestufe verlegt wurde. Möglicherweise standen die Arbeiten im Zusammenhang mit der Anlage eines Grabensystems zur Wiesenwässerung in den sich westlich anschließenden Sandmatten. 1875 wurden neue Waschbänke am Mühlbach errichtet, die ein wichtiger Treffpunkt der Frauen von Iffezheim waren. 1878 wurde eine Dampfmaschine in der Mühle installiert. Im Zuge der Kanalisierung des Iffezheimer Unterdorfes wurde der Mühlbach 1959/1960 verdolt, was mit der vom Bach ausgehenden Geruchsbelästigung und den hygienischen Gefahren durch Ratten, Schnaken und Mücken begründet wurde.

### Riedkanal
Der Name Riedkanal leitet sich ab von der Bezeichnung Ried für das Gebiet um die heutigen Rastatter Stadtteile Ottersdorf, Plittersdorf und Wintersdorf. Die Initiative zum Bau des Riedkanals ging 1812 vom Direktorium des Murgkreises aus. Geplant war der Bau eines Kanals zwischen Iffezheim und der Murgmündung, wodurch 32 km² Land entwässert und landwirtschaftlich nutzbar gemacht werden sollten. Der Kanal sollte einen Abfluss von 2 bis 3 m³/s bei Iffezheim und von 20 m³/s an der Mündung aufnehmen können. Im April 1817 gründeten die Gemeinden Iffezheim, Sandweier, Wintersdorf, Ottersdorf, Plittersdorf und Rastatt eine Konkurrentschaft, die ab 1827 den Riedkanal baute. Der nach mehreren Jahren fertiggestellte Kanal mündete gegenüber von Steinmauern von links in die Murg.
1906 wurde die Konkurrentschaft aufgelöst, da die Verteilung der Kosten für den Unterhalt des Kanals für ungerecht gehalten wurde.  In den folgenden Jahren unterhielten die Gemeinden ihren jeweiligen Uferanteil, was bis 1933 zu einer starken Vernachlässigung des Kanals führte.
1933 wurde der heute noch bestehende Riedkanal-Zweckverband gegründet. Bis 1938 wurde die heutige Mündung in den Rhein gebaut, wodurch der Wasserstand bei rückstauendem Rheinhochwasser reduziert wurde. Der Düker unter der Murg wurde von badischen Staat finanziert. Er ist 112 Meter lang, besteht aus zwei Röhren mit je 4,3 m² Querschnittsfläche und kann bis zu 25 m³/s Wasser abführen.  Zudem wurde der Kanal vertieft und um Entwässerungsgräben ergänzt, für die sich im Volksmund die Bezeichnung „Schnakengräben“ einbürgerte. Das Schöpfwerk bei Steinmauern entstand in den 1960er Jahren. Es ist mit vier Pumpen ausgestattet; zwei Pumpen heben bei Rheinhochwasser jeweils 3 m³/s Wasser aus dem Riedkanal, die beiden anderen Pumpen mit 1,5 beziehungsweise 0,5 m³/s sind für die Altmurg zuständig.

### Renaturierung

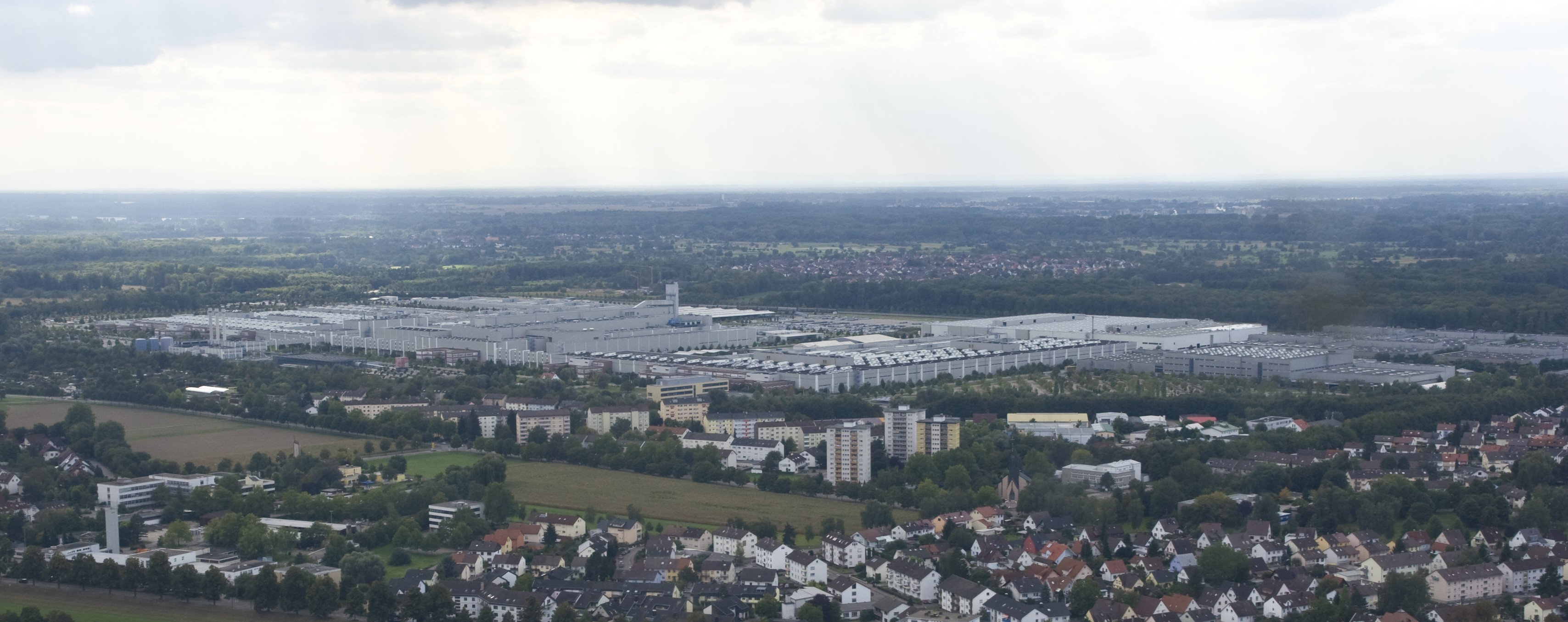
Mercedes-Benz-Werk Rastatt. Der Riedkanal verläuft von links nach rechts zwischen Wohnbebauung und Werksgelände.

Mitte 1986 gab Daimler-Benz bekannt, in Rastatt ein neues Produktionswerk bauen zu wollen. Das vorgesehene Werksgelände wurde vom Riedkanal durchflossen. Teile des Geländes waren im Regionalplan als Gebiet „höchster ökologischer Bedeutung“ ausgewiesen; zudem kollidierten die Planungen mit einer kurz zuvor erarbeiteten Schutzgebietskonzeption. Da ein Naturschutzverband wegen seines Grundbesitzes klageberechtigt war und das Unternehmen unter Zeitdruck stand, kam es zur sogenannten Rastatter Vereinbarung, in der die Naturschutzverbände auf eine Klage verzichteten und die Landesregierung Ausgleichsmaßnahmen im Wert von 30 bis 40 Millionen DM zusagte. Vorgesehen war unter anderem die Verlegung des Riedkanals, die Renaturierung des Federbachs, die Ausweisung von Natur- und Landschaftsschutzgebieten und Einschränkungen beim Kiesabbau. Da sich ein Teil der Ausgleichsmaßnahmen später als nicht realisierbar erwies, gründeten das Land und die Stadt Rastatt die Umweltstiftung Rastatt, aus deren Stiftungskapital von 5,5 Millionen DM weitere Projekte finanziert wurden. Zwischen 2011 und 2015 standen über das LIFE+-Projekt Rheinauen bei Rastatt auch Mittel der Europäischen Union zur Verfügung.
Nach der Ansiedlung des Benz-Werkes wurden Teilabschnitte des Riedkanals beim Wald Geggenau und bei der Hofwaldschlut naturnah umgestaltet. Dabei wurde die Uferbefestigung entfernt und Totholz und Steine in das Gewässerbett eingebracht, um die Strömungs- und Strukturvielfalt zu erhöhen. Zudem wurden Altarme, Flutrinnen, Steilwände und Flachufer angelegt. Im März 2014 wurde die zuvor weitgehend verlandete Hofwaldschlut wieder an den Riedkanal angeschlossen. Seitdem fließt im Normalfall das Wasser überwiegend über die Hofwaldschlut ab; der parallele Abschnitt des Riedkanals dient der Hochwasserentlastung. Gräben im Umfeld des Riedkanals wurden ebenfalls durch Aufweitungen und abschnittsweise Vertiefungen umgestaltet. Die einst zur Entwässerung der Rheinniederung angelegten Gräben sind heute für einige Tier- und Pflanzenarten der einzige verbliebene Lebensraum.
Am Iffezheimer Mühlbach wurden 1985 die Äcker in den Sandmatten in extensiv genutzte Wiesen umgewandelt. Zeitweise wurde die in den 1950er Jahren aufgegebene Wiesenwässerung wieder aufgenommen. Anlass war ein Projekt zur Wiederansiedlung des Weißstorchs, der feuchte Wiesen zur Nahrungssuche benötigt. Im Herbst 2009 wurde die naturnahe Umgestaltung des zuvor kanalartig zwischen Dämmen verlaufenden Mühlbachs abgeschlossen. Die Dämme wurden zum Teil beseitigt, um das Gewässer mit dem angrenzenden Wald und den Sandmatten zu vernetzen. Das Bachbett wurde ausgebaggert, zudem wurden Seitenarme angelegt und Hindernisse eingebracht. Anfang 2010 wurde das Schafswehr im Sandbach, das bislang den Zufluss zum Mühlbach regelte, abgerissen und durch eine raue Rampe ersetzt.

### LUBW
Amtliche Online-Gewässerkarte mit passendem Ausschnitt und den hier benutzten Layern: Lauf und Einzugsgebiet des Riedkanals

Allgemeiner Einstieg ohne Voreinstellungen und Layer: Daten- und Kartendienst der Landesanstalt für Umwelt Baden-Württemberg (LUBW) (Hinweise)
1. 1 2 3 4 5  Höhe nach dem Höhenlinienbild auf dem Hintergrundlayer Topographische Karte oder dem Digitalen Geländemodell der Online-Gewässerkarte.
2. 1 2 3  Länge nach dem Layer Gewässernetz (AWGN).
3. 1 2  Einzugsgebiet nach dem Layer Basiseinzugsgebiet (AWGN).
4. ↑  Moorkarte Baden-Württemberg, 82. Brunnlach sw. Iffezheim. (Abgerufen am 9. Februar 2020)
5. 1 2  Schutzgebiete nach den einschlägigen Layern, Natur teilweise nach dem Layer Biotop.
6. ↑  Offenland-Biotopkartierung, Erhebungsbogen Riedkanal südlich des Daimler-Benz-Werkes (Nr. 171152162877). (Abgerufen am 9. Februar 2020)
7. ↑  Offenland-Biotopkartierung, Erhebungsbogen Murgschluten nordwestlich Rheinau (Nr. 171152162857). (Abgerufen am 17. Februar 2020)
8. ↑  Seefläche nach dem Layer Stehende Gewässer.
9. ↑  Waldbiotopkartierung, Erhebungsbogen Erlenbestände in einer Schlut W Niederbühl (Nr. 271152116022). (Abgerufen am 27. Januar 2020)
10. ↑  Waldbiotopkartierung, Erhebungsbogen Schwemmsandteich im Niederwald (Nr. 271152165532). (Abgerufen am 27. Januar 2020)
11. ↑  Offenland-Biotopkartierung, Erhebungsbogen Altwasser im Krummfeld nordöstlich Rheinau (Nr. 171152162851). (Abgerufen am 28. Januar 2020)
12. ↑  Waldbiotopkartierung, Erhebungsbogen Alte Murg W Ötigheim (Nr. 271152165446). (Abgerufen am 28. Januar 2020)
13. ↑  Waldbiotopkartierung, Erhebungsbogen Verlandende Schluten im Niederwald (1) (Nr. 271152165472). (Abgerufen am 1. Februar 2020)
14. ↑  Waldbiotopkartierung, Erhebungsbogen Schlut im Strietwald (Nr. 271152165442). (Abgerufen am 1. Februar 2020)
15. ↑  Offenland-Biotopkartierung, Erhebungsbogen Feldhecken im Spich nördlich Steinmauern (Nr. 170152162512). (Abgerufen am 1. Februar 2020)
16. 1 2  Waldbiotopkartierung, Erhebungsbogen Altwasser NW Steinmauern (1) (Nr. 270152165235). (Abgerufen am 1. Februar 2020)
17. ↑  Offenland-Biotopkartierung, Erhebungsbogen Murgschluten im Rheinfeld nordwestlich Steinmauern (Nr. 170152162503). (Abgerufen am 5. Februar 2020)
18. ↑  Waldbiotopkartierung, Erhebungsbogen Altwasser W Goldkanal (1) (Nr. 270152165195). (Abgerufen am 5. Februar 2020)
19. ↑  Waldbiotopkartierung, Erhebungsbogen Altwasser W Goldkanal (2) (Nr. 270152165191). (Abgerufen am 5. Februar 2020)
20. ↑  Waldbiotopkartierung, Erhebungsbogen Altwasser W Goldkanal (4) (Nr. 270152165179). (Abgerufen am 5. Februar 2020)
21. ↑  Waldbiotopkartierung, Erhebungsbogen Altwasser W Goldkanal (5) (Nr. 270152165178). (Abgerufen am 5. Februar 2020)

### Andere Belege
1. 1 2  Heinz Fischer: Geographische Landesaufnahme: Die naturräumlichen Einheiten auf Blatt 169 Rastatt. Bundesanstalt für Landeskunde, Bad Godesberg 1967. → Online-Karte (PDF; 4,4 MB)
2. ↑  Wassergesetz für Baden-Württemberg vom 3. Dezember 2013, Anlage 4, Verzeichnis der für die Schifffahrt bestimmten Gewässer
3. ↑  Informationstafel Bollmannshausen des Pamina-Rheinparks an der Brücke der Landesstraße 78a (Plittersdorf–Steinmauern) über den Riedkanal (Stand 20. Februar 2020, Text: Iris Baumgärtner, Riedmuseum Rastatt-Ottersdorf)
4. ↑  Umweltstiftung Rastatt: Giesegraben (Rastatt-Plittersdorf) (Abgerufen am 22. Februar 2020)
5. ↑  Kurt Hochstuhl: Iffezheim. Die Geschichte eines Dorfes am Rhein. Regionalkultur, Ubstadt-Weiher 2006, ISBN 978-3-89735-465-4, S. 30, 327 f.
6. ↑  Hochstuhl, Iffezheim, S. 329–332.
7. 1 2 3 4  Franz Ruf: Geschichte des Rastatter Stadtteils Ottersdorf. Herausgegeben von der Stadt Rastatt, Ortsverwaltung Ottersdorf, Rastatt 1994, S. 24.
8. ↑  Naturlehrpfad am Iffezheimer Mühlbach, Informationstafel 1: Der Iffezheimer Mühlbach (Stand 15. Februar 2020).
9. ↑  Hochstuhl, Iffezheim, S. 336.
10. ↑  W. Schweinfurth: Oberflächengestalt und Gewässernetz. In: Landesarchivdirektion Baden-Württemberg (Hrsg.): Der Landkreis Rastatt. Thorbecke, Stuttgart 2002, ISBN 3-7995-1364-7, S. 28–44, hier S. 44.
11. ↑  Guido Müller, Karl Bruckner: Sandweier. Ein Hardtdorf und seine Bevölkerung in Vergangenheit und Gegenwart. Heimatverein Sandweier e.V. (Hrsg.), Sandweier 1988, ISBN 3-87989-179-6, S. 268.
12. ↑  50 Jahre Schöpfwerk am Riedkanal. Richtfest wurde in Steinmauern am 18.09.1963 gefeiert. In: Gemeinde Steinmauern (Hrsg.): Steinmauern aktuell. Mitteilungsblatt der Gemeinde Steinmauern. Nr. 40/2019
13. ↑  Patricia Klatt: Das Rastatter Bruch und die Daimler AG. Geschichte eines Schutzgebietes. In: Landkreis Rastatt (Hrsg.): Heimatbuch 2019. Aktuelles und Wissenswertes aus dem Landkreis Rastatt. Regionalkultur, Ubstadt-Weiher 2019, ISBN 978-3-95505-148-8, S. 215–226, hier S. 215 f, 218–220.
14. ↑  Rheinauen bei Rastatt: Naturnahe Umgestaltung des Riedkanals. (Abgerufen am 23. Februar 2020).
15. ↑  Umweltstiftung Rastatt: Unterer Riedkanal und Hofwaldschlut (Rastatt-Plittersdorf und Steinmauern);
Rheinauen bei Rastatt: Anbindung der Hofwaldschlut an den Riedkanal. (Abgerufen am 23. Februar 2020).
16. ↑  Klatt, Das Rastatter Bruch und die Daimler AG, S. 222;
Umweltstiftung Rastatt: Bruchwiesengraben (Rastatt). (Abgerufen am 23. Februar 2020).
17. ↑  Naturlehrpfad am Iffezheimer Mühlbach, Informationstafel 3: Die Sandmatten (Stand 15. Februar 2020).
18. ↑  Umweltstiftung Rastatt: Mühlbach (Iffezheim). (Abgerufen am 23. Februar 2020);
Naturlehrpfad am Iffezheimer Mühlbach, Informationstafel 5: Neue Strukturen für vielfältige Lebensräume (Stand 15. Februar 2020).